# Teretia
Teretia é um gênero de gastrópodes pertencente a família Raphitomidae.

## Espécies
- Teretia acus (Barnard, 1958)[3]
- †Teretia anceps (Eichwald, 1830)[4]
- Teretia candelae Horro & Rolán, 2017
- †Teretia cincta (Seguenza, 1880)
- †Teretia elegantissima (Foresti, 1868)
- †Teretia fusianceps F. Nordsieck, 1972
- †Teretia guersi Schnetler, 2005
- Teretia hoisaeteri Horro & Rolán, 2017
- †Teretia intermedia (Foresti, 1874)
- Teretia megalembryon (Dautzenberg & Fischer, 1896)
- †Teretia monterosatoi (Cipolla, 1914)
- †Teretia multicingula (Seguenza, 1880)
- †Teretia nana (Hornung, 1920)
- Teretia neocaledonica Morassi & Bonfitto, 2015
- †Teretia oligocaenica Lozouet, 2017
- †Teretia pentacarinifera Vera-Peláez, 2002
- †Teretia policarinarum Vera-Peláez, 2002
- Teretia sysoevi Morassi & Bonfitto, 2015
- Teretia tavianii Morassi & Bonfitto, 2015
- Teretia teres (Reeve, 1844)[5]
- Teretia tongaensis Morassi & Bonfitto, 2015
- †Teretia turritelloides (Bellardi, 1847)

Espécies trazidas para a sinonímia
- Teretia aperta Dall, 1927: sinônimo de Teretiopsis thaumastopsis (Dautzenberg & Fischer, 1896)
- Teretia strongyla (Dall, 1927): sinônimo de Teretia megalembryon (Dautzenberg & H. Fischer, 1896)
- Teretia thaumastopsis (Dautzenberg & Fischer, 1896):[6] sinônimo de Teretiopsis thaumastopsis (Dautzenberg & H. Fischer, 1896)